# Hisham Tawfiq
Hisham Tawfiq (ur. 17 maja 1970 w Nowym Jorku) – amerykański aktor filmowy i telewizyjny. Występował w jednej z głównych ról w serialu Czarna lista.

## Życiorys
Urodził się 17 maja 1970 w Nowym Jorku.
Występował w takich filmach jak: Notorious (2009), Czas zemsty (2013) i Gun Hill (2014), pojawił się w rolach gościnnych w serialach Prawo i porządek: sekcja specjalna (2007–2021, 3 odcinki), Prawo i porządek: Zbrodniczy zamiar (2010), Lights Out (2011), Rockefeller Plaza 30 (2012, 2 odcinki), Złoty chłopak (2013) i Harlem (2021).
Od 2013 występował w roli Dembego Zumy, ochroniarza Raymonda Reddingtona (James Spader) w nagradzanym serialu Czarna lista (ponad 210 odcinków).